# Espen Dietrichs
Espen Dietrichs, född 26 april 1956, är en norsk läkare, hjärnforskare och specialist i neurologi.  
Dietrichs är professor vid Universitetet i Oslo och chef för Neurologiska avdelningen på Rikshospitalet. Han har bakgrund som experimentell hjärnforskare, men har sedan slutet av 1980-talet arbetat med behandling av patienter med olika hjärnsjukdomar. 
Han är utöver det medlem av "Den nevrolitterære klubb", en liten grupp hjärnspecialister med intresse också i konstnärlig och historisk riktning. Gruppens medlemmar har genom åren hållit en rad föredrag och publicerat talrika artiklar och böcker som rör sig i gränslandet mellan konst, historia och neurologi. Han var medförfattare till boken Hjernen og kunsten, som lanserades 2005 och utgavs av medlemmar av klubben.
Han var, i samband med "hjernens uke", gäst i Fredrik Skavlans talkshow-program Först & sist i mars 2004.

## Priser och utmärkelser
- 1995 – Bragepriset för Vår fantastiske hjerne (tillsammans med Leif Gjerstad)